# فابیان بنکو
فابیان بنکو (متولد ۵ ژوئن ۱۹۹۸) یک بازیکن فوتبال اهل آلمان است که در پست هافبک برای باشگاه بایرن مونیخ بازی می‌کند.

## باشگاه حرفه ای

### بایرن مونیخ
فابیان از پدر و مادری کروات در مونیخ متولد شده‌است و زمانی که تنها هفت سال داشت به باشگاه بایرن مونیخ پیوست.

## آمار حرفه ای

### باشگاه
| باشگاه      | فصل        | لیگ        | لیگ  | لیگ  | جام  | جام   | لیگ برتر جام جهانی | لیگ برتر جام جهانی | اروپا | اروپا | دیگر | دیگر | مجموع | مجموع | Ref.  |
| باشگاه      | فصل        | لیگ        | حضور | گلها | حضور | گل ها | حضور               | گلها               | حضور  | گلها  | حضور | گلها | حضور  | گلها  | Ref.  |
| ----------- | ---------- | ---------- | ---- | ---- | ---- | ----- | ------------------ | ------------------ | ----- | ----- | ---- | ---- | ----- | ----- | ----- |
| بایرن مونیخ | ۲۰۱۶-۱۷    | بوندسلیگا  | ۰    | ۰    | ۱    | ۰     | ۰                  | ۰                  | ۰     | ۰     | ۰    | ۰    | ۱     | ۰     | [ ۲ ] |
| کل حرفه ای  | کل حرفه ای | کل حرفه ای | ۰    | ۰    | ۱    | ۰     | ۰                  | ۰                  | ۰     | ۰     | ۰    | ۰    | ۱     | ۰     | –     |